# Нижня Баская
Нижня Баская́ (рос. Нижняя Баская) — присілок у складі Шалинського міського округу Свердловської області.
Населення — 5 осіб (2010, 19 2002).
Національний склад станом на 2002 рік: росіяни — 100 %.